# Theodor Rõuk
Theodor Rõuk (ur. 14 grudnia 1891 w Viljandi, zm. 21 czerwca 1940 w Tallinnie) – estoński polityk, prawnik i minister spraw wewnętrznych (1924-1925). 

## Życiorys
W 1911 ukończył seminarium duchowne w Rydze, a w 1915 ukończył prawo na Uniwersytecie Warszawskim. Następnie kształcił się w Szkole Wojennej Świętego Włodzimierza w Piotrogrodzie. Służył w armii carskiej. Po rewolucji lutowej znalazł się w pułku estońskim. Rok później powierzono mu zorganizowanie obrony cywilnej Tallinna, w ramach której został komendantem tego miasta. W latach 1920–1922 był prokuratorem przy Zgromadzeniu Narodowym Tallinna-Hapsalu, a w latach 1923-1924 jego przewodniczącym. W marcu 1924 mianowany ministrem spraw wewnętrznych Estonii. Pełniąc ten urząd, odegrał kluczową rolę w stłumieniu komunistycznego zamachu stanu. W styczniu 1925 na mocy ustawy o ochronie ustroju Rõukowi przyznano szerokie kompetencje. Rõuk wprowadził jednolitą policję podporządkowaną Ministerstwu Spraw Wewnętrznych, przygotował także utworzenie szkoły policyjnej. Odtworzył Estoński Związek Obrony, będący cywilną formacją pomocniczą, na czele której stał każdorazowy szef MSW. Po dymisji rządu w listopadzie 1925 został adwokatem przysięgłym w Tallinnie. Do polityki wrócił pod koniec lat dwudziestych, związując się z ruchem wabsów. Wraz z Arturem Sirkiem wypracował faszystowską ideologię tego ruchu, nawiązującą do włoskiego i niemieckiego faszyzmu. Z polecenia Sirka prowadził tajne negocjacje, których celem było przeciągnięcie Konstantina Pätsa na stronę wabsów i wystawienie go w wyborach jako kandydata skrajnej prawicy i Zjednoczenia Agrariuszy, zakończone niepowodzeniem. Po wprowadzeniu przez Pätsa rządów autorytarnych w 1934 Rõuk został aresztowany, wypuszczono go pod warunkiem, że wycofa się z polityki. W latach 1938–1940 był przewodniczącym Stowarzyszeniu Obrony Granic. Po wkroczeniu wojsk radzieckich do Estonii w czerwcu 1940 popełnił samobójstwo. 